# Isabel Azcárate Ristori
Isabel Azcárate Ristori, también conocida como Uca (San Fernando, Cádiz 24 de octubre de 1923-Madrid, 30 de agosto de 2016), fue una profesora especialista en pedagogía, investigadora, comunicadora y escritora española.  

## Biografía
Azcárate era hija de María Josefa Ristori Álvarez y de Tomás Azcárate García de Lomas, fusilado durante la guerra civil española. Además, era sobrina nieta de Gumersindo de Azcárate, cofundador de la Institución Libre de Enseñanza (ILE). 
Azcárate cursó estudios primarios en el colegio isleño de la Compañía de María y después, pasó al Instituto de Enseñanza Media de Cádiz, el Columela, donde obtuvo el título de bachiller. Posteriormente, se graduó en Filosofía y Letras, en la sección de Pedagogía, por la Universidad Complutense de Madrid, y se doctoró en la Universidad de Barcelona con la tesis El Monasterio de la Enseñanza de Barcelona de 1645-1876.
Fue la primera mujer que se matriculó en la Facultad de Historia de la Pontificia Universidad Gregoriana de Roma, donde, tras licenciarse, obtuvo su segundo doctorado en 1970, siendo el título de su tesis La Enseñanza de los Jesuitas en Cádiz.A partir de los años sesenta, impartió cursos de francés en la Universidad de Barcelona, Lyon y Grenoble, y de lengua inglesa en Cobhan y Dublín.Ejerció un largo periodo como religiosa en la Compañía de María y misionera en Perú y fue profesora de la Escuela Normal Superior La Asunción en Huancayo. También trabajó como docente en Madrid y Vigo y más tarde, en 1979, se incorporó como Profesora de Pedagogía en la Escuela Universitaria de Magisterio de Cádiz. Fue miembro de la Real Academia de San Romualdo de Ciencias, Letras y Artes de San Fernando y durante su vida escribió algunos libros y numerosos artículos.

## Premios y reconocimientos
- Miembro de la Real Academia de San Romualdo de Ciencias, Letras y Artes de San Fernando.[1]
- Homenaje por la Universidad de Cádiz, en 1991.[5][2]

En 2020, fue incluida dentro del proyecto “Mujeres Investigadoras en los Archivos Estatales (1900-1970)” para la descripción archivística y creación de un micrositio específico en el Portal de Archivos Españoles (PARES), desarrollado entre 2020-2023. Este proyecto ha sido impulsado por la Subdirección General de Archivos Estatales, con el objetivo visibilizar la labor de investigación realizada en España por las mujeres en el intervalo 1900-1970 partiendo de los registros documentales que se conservan en los Archivos de Gestión de los AAEE del Ministerio de Cultura (el Archivo Histórico Nacional, el Archivo de la Corona de Aragón, el Archivo General de Simancas, el Archivo General de Indias, el Archivo de la Real Chancillería de Valladolid, el Archivo General de la Administración y el Centro de Información Documental de Archivos).